# Hyperoglyphe bythites
 Hyperoglyphe bythites  es una especie de pez perciforme de la familia Centrolophidae.

## Morfología
Por lo general no supera los 60 cm de longitud total.

## Hábitat
Su hábitat natural es pelágico, en aguas marinas tropicales. Vive en profundidades de hasta 400 m, aproximadamente.

## Distribución geográfica
Se encuentra en el océano Atlántico occidental: Florida y norte del  Golfo de México.